# Interacción huésped-patógeno
La interacción huésped-patógeno se define como la manera en que los microbios o los virus se mantienen dentro de organismos huésped a nivel molecular, celular, de organismos o de población. Este término es de uso común para referirse a los microorganismos que causan enfermedad, aunque no la provoquen en todos los huéspedes.
Debido a esto, la definición se ha ampliado a la forma en que los patógenos conocidos sobreviven dentro de su huésped, sin importar si causan enfermedad o no.
A un nivel molecular o celular, los microbios pueden infectar al huésped y multiplicarse rápidamente, causando enfermedades por su simple presencia y causando un desequilibrio homeostático en el cuerpo, o mediante la secreción de toxinas que pueden provocar la aparición de síntomas. Los virus también pueden infectar al huésped con ADN virulento que puede afectar los procesos celulares normales como transcripción, traducción, plegamiento de las proteínas o eludir la respuesta inmune.

## Patogenicidad

### Historia de los patógenos
Uno de los primeros patógenos observado por los científicos fue el Vibrio cholerae, descrito en detalle por Filippo Pacini en 1854. Sus hallazgos iniciales fueron simples dibujos de la bacteria, pero hasta 1880 publicó muchos otros documentos relacionados con ella. Describió cómo produce la diarrea, y también desarrolló tratamientos eficaces contra la misma. Muchos de estos hallazgos pasaron inadvertidos hasta que Robert Koch volvió a descubrir el organismo en 1884 y lo relacionó con la enfermedad.
También fue descubierto el Giarda lambia por Leeuwenhoeck en la década de 1600, 
pero no se descubrió que se tratase de un patógeno hasta la década de 1970, durante un simposio organizado por la EPA tras un gran brote de esta bacteria en Oregón. Desde entonces, se han identificado como agentes patógenos muchos otros organismos, tales como el H. pylori y el E. coli, lo que ha permitido a los científicos desarrollar antibióticos para combatir estos microorganismos dañinos.

### Tipos de patógenos
Entre los patógenos se incluyen las bacterias, los hongos y los virus. Cada uno de estos tipos diferentes de organismos puede ser ulteriormente clasificados como patógenos según su modo de transmisión. En cuanto a esto tenemos los siguientes tipos: transmisión alimentaria, por la sangre o por vectores. Muchas bacterias patógenas, como el Staphylococcus aureus o la Clostridium botulinum, son patógenos transmitidos por los alimentos que segregan las suficientes toxinas en el huésped como para causar síntomas. El VIH y la hepatitis B son infecciones virales causadas por patógenos transmitidos por la sangre, y el Aspergillus es uno de los hongos patógenos más comunes que secreta aflatoxina que actúa como un carcinógeno y que contamina muchos alimentos, especialmente los que crecen bajo tierra (frutos secos, patatas, etc.).

### Métodos de transmisión
Dentro del huésped, los patógenos pueden realizar una serie de acciones que causan la enfermedad y desencadenan la respuesta inmune. Los microbios y hongos causan síntomas debido a su alta tasa de reproducción y su invasión de los tejidos. Esto provoca una respuesta inmune, lo que resulta en síntomas comunes como que los fagocitos descompogan las bacterias dentro del huésped. Algunas bacterias, como la H. pylori, pueden secretar toxinas en los tejidos circundantes, lo que provoca la muerte celular o la inhibición del normal funcionamiento de los tejidos. Sin embargo, los virus utilizan un mecanismo completamente diferente para causar la enfermedad. Una vez en el interior del huésped, pueden hacer una de estas dos cosas. Muchas veces los patógenos virales se introducen en el ciclo lítico; esto se produce cuando el virus inserta su ADN o ARN en la célula huésped, se replica y, finalmente, provoca la destrucción de la célula, lo que libera más virus en el entorno. Sin embargo, el ciclo lisogénico se produce cuando se incorpora el ADN viral en el genoma del huésped, lo que permite que este no sea detectado por el sistema inmunitario. Al final, este es reactivado y se introduce en el ciclo lítico, lo que le da una "vida propia", por decirlo de algún modo, indefinida.

## Interacciones con el huésped basadas en el contexto

### Tipos de interacciones
Dependiendo de cómo interactúa el patógeno con el anfitrión, puede estar involucrado en una de estas tres interacciones huésped-patógeno. 

El comensalismo se produce cuando el patógeno se beneficia, mientras que el huésped no obtiene nada de la interacción. Un ejemplo de esto es la Bacteroides thetaiotaomicron, que reside en el tracto intestinal humano pero sin beneficios conocidos. 

El mutualismo se produce cuando tanto el patógeno como el huésped se benefician de la interacción, como vemos en el estómago humano. Muchas de las bacterias ayudan al huésped a descomponer los nutrientes y, como contrapartida, nuestros cuerpos hacen la función de ecosistema para ellas. 

El parasitismo se produce cuando el patógeno se beneficia de la relación, mientras que el huésped sale perjudicado. Esto se puede ver en el parásito unicelular Plasmodium falciparum, que causa la malaria en los seres humanos. 

### Variabilidad patógena en huéspedes
Aunque los patógenos tienen la capacidad de causar la enfermedad, no siempre lo hacen. Esto se describe como patogenicidad dependiente del contexto. Los científicos creen que esta variabilidad proviene tanto de factores genéticos como del entorno interior del huésped. Un ejemplo de esto en los humanos es E. coli. Normalmente, esta bacteria crece como una parte de la microbiota normal y saludable en los intestinos. Sin embargo, si se traslada a una región diferente del tracto digestivo o del cuerpo, puede causar diarrea intensa. Así que, aunque E. coli es clasificada como patógeno, no siempre actúa como tal. Este ejemplo también se puede aplicar a S. aureus y a otras que forman parte de la flora microbiana corriente en los seres humanos.

## Métodos de tratamiento actuales
Actualmente, los agentes antimicrobianos son el método de tratamiento primario para los patógenos. Estos medicamentos están diseñados específicamente para matar a los microbios o para inhibir su crecimiento en el entorno de acogida.

Se pueden usar múltiples términos para describir los medicamentos antimicrobianos. Los antibióticos son sustancias químicas producidas por microbios que se pueden utilizar contra otros patógenos, como la penicilina y la eritromicina. Los antibióticos semisintéticos son agentes antimicrobianos que se derivan de bacterias, pero que se han mejorado para tener un mayor efecto. En contraste con ambos, los antibióticos sintéticos están estrictamente hechos en el laboratorio para combatir a los agentes patógenos. 

Cada uno de estos tres tipos de agentes antimicrobianos se pueden clasificar en dos grupos posteriores: los bactericidas y los bacteriostáticos. Las sustancias bactericidas destruyen a los microorganismos mientras que las sustancias bacteriostáticas inhiben el crecimiento microbiano.
El principal problema con los tratamientos farmacológicos contra los patógenas en el mundo moderno, es la resistencia a los fármacos. Muchos pacientes no toman el tratamiento completo de los medicamentos, lo que lleva a la selección natural de las bacterias resistentes. Un ejemplo de esto es el Staphylococcus aureus resistente a la meticilina (MRSA). Debido al uso excesivo de antibióticos, las bacterias que han desarrollado mutaciones genéticas para combatir el fármaco pueden sobrevivir. Esto reduce la eficacia del fármaco y hace que muchos tratamientos sean inútiles.

## Rumbo en el futuro
En la actualidad, muchos científicos están intentando entender la variabilidad genética y cómo contribuye a la interacción con los patógenos y a su variabilidad dentro del huésped. También se quieren limitar los métodos de transmisión de muchos patógenos para impedir su propagación rápida en los huéspedes. A medida que aprendemos más acerca de la interacción huésped-patógeno y de la amplia variabilidad dentro de los huéspedes, la definición de la interacción necesita ser redefinida. Casadevall propone que la patogenicidad debe determinarse sobre la base de la cantidad de daño causado al huésped, clasificando a los agentes patógenos en diferentes categorías en función de cómo funcionan en el huésped. Sin embargo, con el fin de hacer frente al entorno patogénico cambiante, deben revisarse los métodos de tratamiento para hacer frente a los microbios resistentes a los medicamentos. 